# Admiral Flota Sovetskogo Soyuza Gorshkov (454)
Admiral Flota Sovetskogo Soyuza Gorshkov (Адмира́л фло́та Сове́тского Сою́за Горшко́в) é um navio da classe Admiral Gorshkov da Marinha Russa e o navio líder da classe.

## Projeto
A classe Admiral Gorshkov é a sucessora das fragatas Neustrashimyy e Krivak. Ao contrário de seus predecessores da era soviética, os novos navios são projetados para várias funções. Eles devem ser capazes de executar ataques de longo alcance, conduzir guerra anti-submarina e realizar missões de escolta.

## História
A construção começou em 1 de fevereiro de 2006, foi lançado em 29 de outubro de 2010 e deveria ingressar na Marinha Russa em novembro de 2013. No entanto, problemas com a entrega do canhão naval principal, fogo do motor  e o teste do sistema de defesa aérea Poliment-Redut do navio atrasou várias vezes a data de comissionamento. Ela foi finalmente comissionada em 28 de julho de 2018 com a Frota do Norte da Rússia. O navio recebeu o nome do Herói da União Soviética Sergei Gorshkov. Com flâmula número 454 (anteriormente 417), o almirante Gorshkov faz parte da 43ª Divisão de Navios de Mísseis em Severomorsk.
De 23 a 25 de dezembro de 2017, o almirante Gorshkov conduziu testes de mar perto das águas do Reino Unido no Mar do Norte, onde foi seguido pelo HMS St Albans.
Em 28 de julho de 2018, o almirante Gorshkov foi oficialmente aceito ao serviço da Marinha Russa, um dia antes de sua estreia no desfile do Dia Principal da Marinha em São Petersburgo.  No total, o navio realizou 16 exercícios de tiro durante todo o período de seus testes estaduais.
Na primeira implantação distante, a almirante Gorshkov viajou cerca de 35.000 milhas náuticas no que acabou sendo a primeira circunavegação global que a Marinha Russa realizou desde a viagem de Stepan Makarov em 1886–1889 na corveta Vityaz. Acompanhado pelo navio de médio porte Kama, navio de apoio logístico Elbrus e grande rebocador oceânico Nikolay Chiker, durante a missão histórica a Almirante Gorshkov visitou os seguintes portos: Djibuti (Djibuti), Colombo (Sri Lanka), Qingdao (China), Vladivostok (Rússia), Puerto Bolívar (Equador), Havana (Cuba), Praia (Cabo Verde) e Kronstadt (Rússia), antes de retornar ao seu porto de origem Severomorsk. A longa jornada de 175 dias ocorreu entre 26 de fevereiro e 19 de agosto de 2019. Em sua rota para casa, ela também participou do grande exercício naval "Ocean Shield 2019" da Marinha Russa realizado no Mar Mediterrâneo, considerado o maior da Rússia independente, com cerca de 70 navios de guerra, submarinos e navios auxiliares participando.

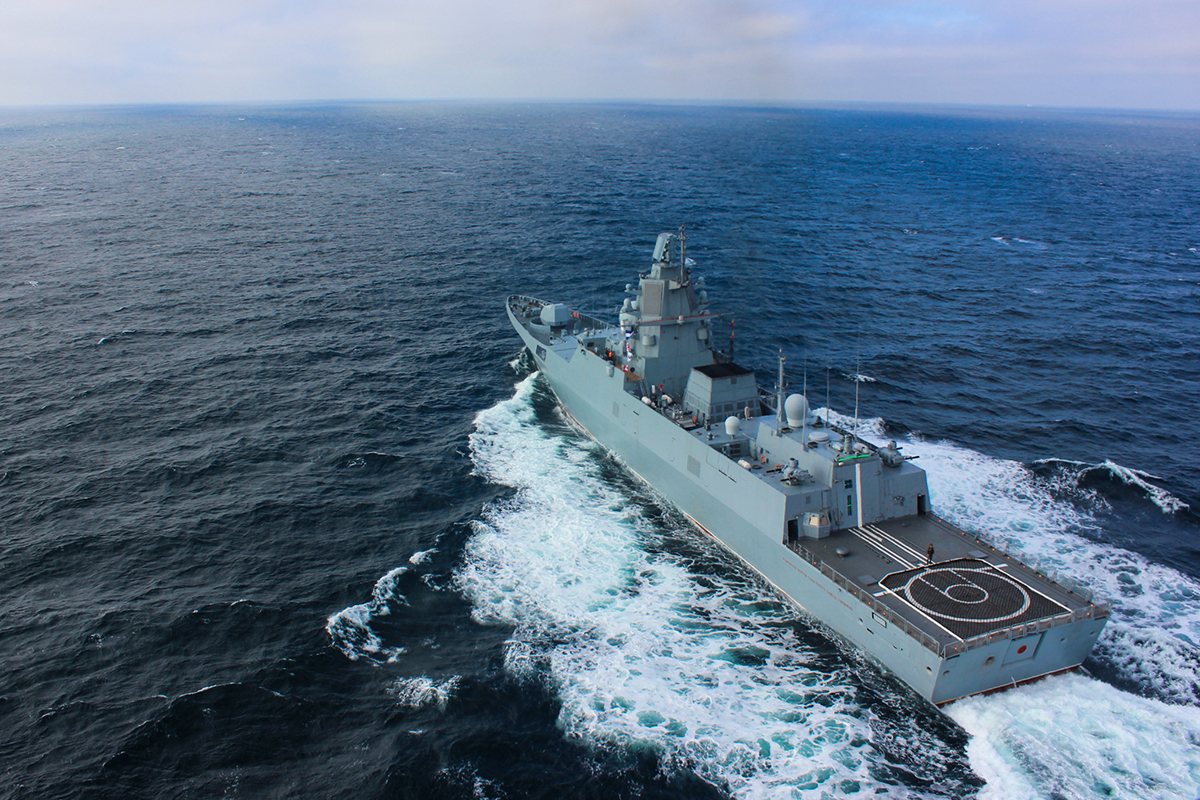
A fragata Almirante da Frota da União Soviética Gorshkov como parte de um destacamento de navios da Frota do Norte durante a transição de Severomorsk para Kronstadt para participar do Desfile Naval Principal, 10 de julho de 2018

No início de janeiro de 2020, o almirante Gorshkov lançou em teste o míssil de cruzeiro anti-navio hipersônico 3M22 Zircon do Mar de Barents, como parte dos testes do míssil. Esta foi a primeira vez que o Zircon foi lançado de um navio naval. Lançamentos adicionais do míssil Zircon ocorreram em outubro,  novembro  e dezembro.  Todos os testes foram bem sucedidos.
Em 19 de fevereiro de 2021, o almirante Gorshkov entrou no mar de Barents para exercícios. Ela conduziu exercícios antissubmarinos e de defesa aérea junto com o rebocador Altay. Em 24 de março, a fragata entrou no Mar de Barents e lançou um míssil Onyx.
Em 28 de maio de 2022, a fragata Almirante Gorshkov disparou um míssil 3M22 Zircon no Mar de Barents contra um alvo no Mar Branco. Em 4 de junho, ela estava navegando no Mar de Barents novamente conduzindo operações de helicóptero. A fragata participou do desfile do dia da Marinha Russa em 31 de julho em São Petersburgo. No mesmo dia, o presidente russo Vladimir Putin anunciou que o Almirante Gorshkov será o primeiro navio armado com mísseis Zircon.  Ela passou por manutenção na Kronshtadt Marine Plant até novembro e em 23 de novembro realizou disparos com Redutcomplexo de mísseis no Mar Báltico. Em 9 de dezembro de 2022, ela estava navegando ao longo da costa norueguesa,  finalmente retornando a Severomorsk em 11 de dezembro.
No final de dezembro de 2022, a fragata almirante Gorshkov estava se preparando para voltar ao serviço no início de janeiro de 2023 armado com mísseis hipersônicos Zircon.
Em 4 de janeiro de 2023, a fragata almirante Gorshkov voltou ao serviço equipado com mísseis hipersônicos Zircon e iniciou uma viagem que passará pelos oceanos Atlântico e Índico, bem como pelo mar Mediterrâneo.

## Comandantes
- Capitão 1º escalão Krokhmal I. M. (2017-2018);
- Capitão 1º escalão Rogatin I. V. (2018-2020);
- Capitão 2º escalão Ryaboshtan A.V. (desde 2020);